# 새미 리 (다이빙 선수)
새뮤얼 "새미" 리(영어: Dr. Samuel ("Sammy") Lee, 1920년 8월 1일 ~ 2016년 12월 2일)는 한국계 미국인 다이빙 선수이다.
캘리포니아주 프레즈노에서 한국에서 이민 온 부모 사이에서 태어났다.
1948년 런던 올림픽 다이빙에 출전, 플랫폼에서 금메달, 스프링보드에서 동메달을 획득하였다. 미국에서 아시아계로는 처음으로 금메달을 딴 선수이다. 1952년 헬싱키 올림픽에도 출전, 다시 플랫폼에서 금메달을 따며 올림픽 다이빙 사상 최초의 2회 연속 금메달리스트가 되었다.
서던캘리포니아 대학교 의대에서 의학을 전공했으며, 의학 박사학위를 취득했다. 그 후 의사로 활동하면서 여러 다이빙 선수를 지도했는데, 그 중에서 1984년과 1988년 하계 올림픽 다이빙 부문에서 2회 연속 2관왕에 오른 그레그 루가니스가 특히 유명하다.
한국계 미국인으로 한국계 뿐 아니라 아시아계 전체를 빛낸 자랑스러운 미국인으로 존경받고 있다. 대한민국과 자주 인연을 맺어 여러 차례 대한민국 국가대표팀을 격려했으며, 최근에는 평창의 2010년과 2014년 동계 올림픽 유치 활동을 지원하기 위해 명예 홍보대사로 활동하기도 하였다.

## 관련 문화재
- 새미리 수영복 - 등록문화재 제501호

## 참고 자료
- 새미리(Sammy Lee) 수영복 - 국가유산청 국가유산포털
- 한송열, 이병구. (2021). 스포츠 영웅 새미 리(Sammy Lee, 1920-2016): 코리안 디아스포라, 의사, 올림픽 금메달리스트. 한국체육학회지, 60(6), 119-137. https://doi.org/10.23949/kjpe.2021.11.60.6.9